# Les Soldats de l'Apocalypse
Pour plus de détails, voir Fiche technique et Distribution.
Les Soldats de l'Apocalypse - Heaven's Soldiers (coréen : 천군, litt. Soldats du ciel) est un film de retour dans le passé sud-coréen réalisé par Min Joon-ki (en), sorti en 2005. Il combine trois genres cinématographiques : le film de guerre, le voyage dans le temps et le film historique,,. Écrit par Min Joon-ki (en), le film raconte l'histoire de Kang Min-gil, un capitaine nord-coréen interprété par Kim Seung-woo (en), qui après avoir obtenu une bombe nucléaire grâce aux Coréens du Sud, refuse de la rendre aux autorités internationales et la vole en prenant une otage, Kim Su-yeon (Gong Hyo-jin), une scientifique, qui sera sauvée par Park Jung-woo (Hwang Jung-min), un major sud-coréen après un retour dans le passé. Cha Seung-jae (ko) a produit le film qui a été tourné en Corée du Sud en langue coréenne et diffusé le 14 juillet 2005 sous le titre coréen : 천군, RR : Cheon Gun, littéralement : Soldats du Ciel, puis est sorti en France le 6 décembre 2006.

## Synopsis
À partir de 1958, la Corée du Nord communiste, qui dispose de gisements d'uranium, est soutenue par l'Union Soviétique qui possède la bombe nucléaire, mais ne la lui donne pas, contrairement aux États-Unis qui installent 950 ogives nucléaires jusqu'en 1992 en Corée du Sud. En 1965, la Russie accepte de fournir à la Corée du Nord la première installation de réacteur de recherche nucléaire à Yongbyon. En 2005, les chefs militaires de la Corée du Nord et de la Corée du Sud discutent de la remise aux Nord Coréens d'une ogive nucléaire (coréen : 비격진천뢰, RR : Bi-geok-jin-cheon-ryoe) de 50 Mt dans un bunker secret construit dans un souterrain près de la zone démilitarisée. L'ogive a été secrètement conçue conjointement, mais la pression internationale force la Corée du Nord et du Sud à rendre l'ogive à l’ONU et à fermer l'installation.
Le Major-capitaine nord-coréen Kang Min-gil (Kim Seung-woo, 김승우) refuse de rendre l'ogive, et la vole à l'aide de plusieurs de ses soldats loyaux, en tuant même plusieurs gardes nord-coréens dans l’organisation du vol.
Kang Min-gil prend en otage Kim Su-yeon (Gong Hyo-jin), une femme docteur scientifique en physique nucléaire qui lui permet de récupérer l’ogive, puis Kang fuit vers la Corée du Nord, au milieu de la nuit.
En raison du caractère top-secret de la réunion, les dirigeants des deux parties ne peuvent pas demander des renforts pour appréhender Kang et envoient Park Jung-woo (Hwang Jung-min, 황정민), lieutenant-major commandant des forces spéciales sud-coréennes navales intercepter Kang avant qu’il traverse la rivière et n’arrive en Corée du Nord.
Sur la rivière, les forces spéciales de Park Jung-woo stoppent Kang et lui demandent de se rendre sur son zodiac. Un tir non identifié fait perdre leur self-control aux deux adversaires qui se canardent l’un l’autre.
Une comète s’approche dangereusement près de la terre, et provoque «une faille spatio-temporelle » reliant le présent avec d'autres points par un cycle où la comète s’approche de la terre toutes les 433 ans.
À quelques secondes de la fin du compte à rebours entraînant l’explosion de l’ogive nucléaire, trois soldats coréens de chaque côté et le Dr Kim Su-yeon se trouvent involontairement et à leur grande surprise de retour en 1572, lors de la cinquième année du règne du roi Seonjo.
Les sept coréens se retrouvent au milieu d'une escarmouche entre les Coréens Joseons et les envahisseurs Jurchens. Après une certaine confusion, l’explosion d’une grenade déroute les Jurchens, et les sept coréens sont immédiatement pris comme des dieux avec le surnom de « Soldats célestes ».
Les sept coréens rencontrent un jeune étranger régional qui s'avère être Yi Sun-sin (Park Joong-hoon (en)), le général qui une vingtaine d'années plus tard, défit l'invasion navale japonaise à 13 contre 333 frégates nippones.
Toutefois, ce « Général » Yi n’agit en rien comme ce qui est illustré dans les histoires coréens du XXIe siècle : Yi est un petit voleur qui a échoué à son examen militaire de Gwageo et ne voyant aucun sens dans une société ordonnée, Yi tourne à la criminalité et au vol pour survivre.
Peu de temps après l’arrivée du groupe coréen, Yi vole et cache leurs armes. Malheureusement, une petite fille de paysan a récupéré et enterré les armes mais est interceptée par deux espions Jurchens, envoyées chercher les « soldats célestes ».
Kang Min-gil, sachant qu'il sera livré à la peine de mort quand il reviendra en Corée du Nord décide d’aider le général Yi contre les Jurchens. Kang et suivi par Park Jung-woo, et les autres soldats. Seule Kim Su-yeon, protégé d’un soldat coréen, partent au lieu du rendez-vous avec la comète pour revenir en 2005 pour arrêter le compte à rebours de l’ogive nucléaire.
Yi et les Coréens vainquent les Jurchens, mais Kang Min-gil est tué dans la bataille. Seuls Park Jung-woo et le sergent Choi de la Corée du Nord survivent.
Le Dr Kim Su-yeon arrive au lieu du rendez-vous avec la comète et revient en 2005, où elle réussit à arrêter le compte à rebours de l'ogive nucléaire.
Kim Su-yeon relate l’histoire aux généraux coréens, mais malgré ses appels pour honorer le sacrifice que les hommes ont fait pour préserver le présent et le futur de la Corée, ses supérieurs décident après tout de remettre l'ogive.
La scène finale du film montre le début de la bataille de Myong-Yang. Entouré de Park Jung-woo et Choi, ses officiers d'état-major, le général Yi Sun-sin fait un vibrant discours d'encouragement à ses hommes, puis donne l'ordre de foncer dans la bataille où avec seulement 13 panokseons, les Coréens vainquirent une armada de 333 navires japonais.

## Fiche technique
- Titre original : coréen : 천군 (RR : Cheon Gun, litt. : Soldats du Ciel)
- Titre international : anglais : Heaven's Soldiers
- Titre québécois : Les Fils du vent
- Titre français : Les Soldats de l'Apocalypse
- Réalisation : Min Joon-ki (en)
- Scénario : Min Joon-ki (en)
- Photographie : Park Jae-hyung (en)
- Musique : Hwang Sang-jun
- Montage : Park Gok-ji
- Producteur : Cha Seung-jae (ko)
- Société de production : Sidus Pictures
- Société de distribution :
  - Corée du Sud : Showbox
  - France : Elephant Films[10]
- Genre : Historique, action, comédie, science-fiction et guerre
- Pays d'origine :  Corée du Sud
- Langue : Coréen
- Durée : 106 minutes
- Format : Couleurs - 2.35 : 1 - 35 mm - son Dolby
- Budget : 7-8 million $US
- Année de production : 2004 (tournage) - 2005 (post-production et finalisation)
- Dates de sortie :
  - Corée du Sud : 천군 - Cheongun  : le 14 juillet 2005
  - France : Les Soldats de l'Apocalypse : 10 mars 2006  (Festival du film asiatique de Deauville)

## Distribution
- Park Joong-hoon (en) (박중훈) : Yi Sun-sin (청년 이순신), le général coréen
- Kim Seung-woo (en) (김승우) : Kang Min-gil (강민길), capitaine Nord-Coréen
- Hwang Jeong-min (황정민) : Park Jung-woo (박정우), lieutenant-major commandant des forces spéciales sud-coréennes naval[pas clair]
- Gong Hyo-jin (공효진) : Kim Su-yeon (김수연), femme docteur scientifique
- Kim Seung-cheol (김승철) : Widest (최광)
- Kim Byeong-chun 김병춘 (ko) : Lee Hee-Cheol (이희철)
- Kim Su-hyeon (en) (김수현) : Won Hun (원훈)
- Kim Eung-soo (actor) (en) (마동석) : Hwang Sang-wook (황상욱)
- Kim Ku-taek 김구택 (ko) : I tanggae (니탕개)
- Kim Eung-soo (actor) (en) (김응수) : le général nord-coréen (북측 장성)
- Won Geun-hui 원근희 (ko) : le général sud-coréen (남측 장성)
- Min Kyung-jin (민경진) : Sato (사또)
- Kim Hye-Eun (김혜은) : femme annonceur (여 아나운서)
- Lee Han-sol (이한솔) : Barbare Guerrier 2 (오랑캐 전사 2)
- Ma Dong-seok : soldat nord-coréen

## Critique et réception
La review aggregator Rotten Tomatoes rapporte le résultat des 135 critiques interrogés ont donné au film une critique positive; la note moyenne est de 3,1 / 5.
Financé avec un budget de 7-8 million dollars américains, le film a été un succès commercial en 2005. Son thème, où Nord et Sud-Coréens sont contraints à l'alliance sous la direction d'un héros vénéré dans les deux parties de la Corée contemporaine, est destiné à être un plaidoyer pour la réunification de la Corée.
Le film a été présenté en 2005 comme hôte au Festival du film inter-coréen à Moscou à l'occasion du 60e anniversaire de la libération de la Corée du Japon.
Le 10 mars 2006, le Festival du film asiatique de Deauville de 2006 (édition no 8) a nommé Min Joon-ki au Lotus "Action Asia" pour son rôle dans "Les Soldats de l'Apocalypse".